# Terry Kent (cầu thủ bóng đá)
Terence Kent (sinh ngày 21 tháng 10 năm 1939) là một cựu vận động viên thể thao người Anh thi đấu ở cả bóng đá và cricket.

## Sự nghiệp bóng đá
Kent có một lần ra sân ở mùa giải 1958-59 cho Southend United. Sau đó ông gia nhập Millwall, nhưng không bao giờ thi đấu.

## Sự nghiệp cricket
Kent rời Millwall năm 1960, và có 10 lần thi đấu cho Essex từ năm 1960 đến năm 1962.